# Julie Meadows
Julie Meadows (Texarkana, 3 febbraio 1974) è un'ex attrice pornografica statunitense, vincitrice nel 2002 dell'AVN Award for Best Supporting Actress (film).

## Biografia
Nata il 3 febbraio 1974, ha tre sorelle. All'età di 17 anni si è sposata e ha avuta un figlio.

## Carriera
Julie Meadows ha incontrato il regista Michael Raven mentre si esibiva a Dallas. Si è, in seguito, trasferita a Los Angeles dove sei mesi dopo ha iniziato a lavorare nell'industria pornografica, girando come prima scena Ed Powers' Dirty Debutantes 94. Per due anni è stata sotto contratto con VCA Pictures prima di lasciarla nel 2003. L'anno successivo ha abbandonato l'industria.

## Riconoscimenti
- AVN Awards
  - 2002 – Best Supporting Actress - Film per Fade To Black[9]